# Jim Kirchen
Jean-Pierre Kirchen dit Jim Kirchen, né le 7 décembre 1932 à Oberanven (Luxembourg) et mort le 5 décembre 1997 à Steinsel, (Luxembourg), est un coureur cycliste luxembourgeois professionnel de 1953 à 1954. C'est le frère de Jean Kirchen et l'oncle de Kim Kirchen

## Palmarès
- 1952
  - 4ea (contre-la-montre) et 4eb étapes de la Flèche du Sud
- 1953
  - 1rea (contre-la-montre par équipes) et 2eb étapes de la Flèche du Sud
- 1954
  - 3e du Grand Prix du Nouvel-An

## Résultats sur les grands tours

### Tour de France
1 participation
- 1953 : abandon (14e étape)